# Saulo Moreira
Saulo Pinto Moreira (Miracema-RJ, 15 de agosto de 1922 - Juiz de Fora-MG, 28 de fevereiro de 2023) foi um médico e político brasileiro.

## Biografia
Foi eleito em 1972 vice-prefeito de Juiz de Fora, no estado de Minas Gerais, pelo MDB (Movimento Democrático Brasileiro).
Com a renúncia do prefeito Itamar Franco em maio de 1974, que descompatibilizou-se para concorrer ao Senado, Saulo Moreira completou o mandato deste, governando até 1977. Em seu mandato foi construído o calçadão da Rua Halfeld e completado o prolongamento da Avenida Rio Branco (Garganta do Dilermando).
Ocupou interinamente, em 1993, na presidência de Itamar Franco, o Ministério da Saúde.